# Кітуї
Кітуї (англ. Kitui) — місто у Кенії, розташоване в окрузі Кітуї (центр округу), приблизно за 180 кілометрах на схід від столиці Кенії Найробі. Назва міста дослівно перекладається як «місце, де виробляються вироби із заліза».
Населення міста становить 155 896 мешканців (2009).